# Johann Friedrich Ludwig Rothensee
Johann Friedrich Ludwig Rothensee (* 27. April 1759 in Nienstedt am Harz; † 26. März 1835 in Bruchsal) war ein deutscher römisch-katholischer Theologe und Geistlicher.

## Leben
Rothensee studierte Theologie und Philosophie am Josephinum in Hildesheim, das zu dieser Zeit über eine hochschulische theologische Abteilung verfügte, und an der Universität Würzburg. 1782 empfing er die Priesterweihe und wurde anschließend Professor der Philosophie an der Hochschule in Hildesheim. 
Rothensee ging 1785 als Vikar des Domstifts nach Speyer und wurde dort Hofkaplan sowie Mitglied des Ordinariats unter Fürstbischof August von Limburg-Stirum in Bruchsal. Auch unter dessen Amtsnachfolger Philipp Franz Wilderich Nepomuk Graf von Walderdorf diente er in diesem Amt. Nach der Säkularisation wurde er 1805 Mitglied der kurfürstlichen Kirchenkommission und in diesem Zuge zum Geheimen Kirchenrat ernannt. 1811 erfolgte seine Ernennung zum Direktor des bischöflichen Ordinariats, ein Amt, das er bis zur Errichtung des Erzbistums Freiburg ausübte.

## Werke (Auswahl)
- Die alte Abendmahlslehre durch katholische und nicht katholische Zeugnisse alter und neuer Zeit beleuchtet, Ritter, Zweibrücken 1827.
- Der Primat des Papstes in allen christlichen Jahrhunderten, 3 Bände, Kupferberg, Mainz 1836–1838.